# Zofia Wichłaczová
Zofia Wichłaczová (nepřechýleně: Wichłacz, * 5. dubna 1995 Varšava) je polská herečka, která první výraznější roli ztvárnila v roce 2014 postavou Alicje „Biedronky“ Saské ve válečném dramatu Město 44 zachycujícím Varšavské povstání. Za svůj výkon obdržela Zlatého lva pro nejlepší herečku na Gdyňském filmovém festivalu a stala se objevem roku na udílení Orlů, cen Polské filmové akademie.
V seriálové tvorbě si větší role zahrála v dystopickém 1983, kriminálně laděné Bažině, odehrávající se v roce 1984, či dánském detektivním seriálu DNA na pozadí obchodu s dětmi.

## Herecká kariéra
Narodila se roku 1995 ve Varšavě do rodiny kamerového operátora Zbigniewa Wichłacze a scénografky Anny Seitzové-Wichłaczové. Filmový debut prožila jako sedmnáctiletá v roce 2013 drobnou úlohou ve válečném dramatu Był sobie dzieciak. Objevila se také v televizní adaptaci románu Morálka paní Dulské. Následující sezónu získala hlavní roli v komorním historickém snímku Once My Mother, natočeném v australsko-polsko-ukrajinské koprodukci.
Titulní postava zdravotní sestry Alicje „Biedronky“ Saské ve válečném dramatu Město 44 zasazeném do kulis Varšavského povstání, které v roce 2014 režíroval Jan Komasa, jí vynesla Zlatého lva pro nejlepší herečku na 39. ročníku Filmového festivalu v Gdyni i Orla za objev roku na 18. udílení cen Polské filmové akademie. Orlovskou nominaci v kategorii nejlepší herečka v hlavní roli však neproměnila. Na divadelní scéně debutovala během května 2015 postavou Hanny Zachové v monodramatu Porozmawiajmy po niemiecku ve varšavském divadle Polonia. Předlohou představení Łukasze Kosa se stal autentický deník Zachové. Roku 2016 obdržela cenu Evropské hvězdy zítřka a ztvárnila Haniu Borowskou, studentku malíře Strzemińského, v posledním filmu Andrzeje Wajdy Mžitky. Z Berlinale 2017 si odvezla, jako jeden z deseti zástupců nastupující herecké generace, cenu European Shooting Star pro nejslibnější evropské herce.
V roce 2017 účinkovala jako matka Matogi v mysteriózním thrilleru z česko-polského pohraničí Přes kosti mrtvých pod režijním vedením Agnieszky Hollandové a Kasii Adamikové. S Adamikovou v téže sezóně spolupracovala i na thrilleru Amok a během roku 2018 také na dystopickém seriálu 1983 z produkce Netflixu, kde se režie ujala rovněž Hollandová. V roce 2019 ji polský režisér Jan Holoubek obsadil do úlohy těhotné manželky novinářského eléva Teresy Zarzycké v kriminálním seriálu Bažina, který byl zasazen do reálií Polska roku 1984. V dánském kriminálním seriálu DNA z roku 2019 pak představovala 19letou svobodnou matku Julitu, která se na vlastní pěst rozhodla řešit krádež novorozence v prostředí nelegálního obchodu s dětmi.

## Filmografie
| Rok  | Název                   | Role                     | Poznámky            |
| ---- | ----------------------- | ------------------------ | ------------------- |
| 2013 | Głęboka woda            | Kasia Rowińská           | seriál              |
| 2013 | Moralność Pani Dulskiej | Mela                     | televizní film      |
| 2013 | Był sobie dzieciak      |                          |                     |
| 2014 | Karski                  | squatterka Zosia         | televizní film      |
| 2014 | Lekarze                 | Hanna Karská             | seriál              |
| 2014 | Město 44                | Alicja „Biedronka” Saská |                     |
| 2014 | Once My Mother          |                          |                     |
| 2015 | Get to my love          |                          | krátkometrážní film |
| 2016 | Męski wieczór           | dcera Ola                |                     |
| 2016 | Mžitky                  | Hania Borowská           |                     |
| 2016 | Siostrzyczka            | Zosia                    |                     |
| 2017 | Amok                    | Zofia Bala               |                     |
| 2017 | Učitel 2                | Karolina Gontarská       | seriál              |
| 2017 | Přes kosti mrtvých      | matka Matogi             |                     |
| 2017 | Smíření                 | Anna Nowická             |                     |
| 2018 | 1983                    | Karolina Lisová          | seriál, Netflix     |
| 2018 | Bažina                  | Teresa Zarzycká          | seriál, Showmax     |
| 2019 | Svět v plamenech        | Kasia                    | seriál, BBC         |
| 2019 | DNA                     | Julita                   | seriál, TV 2        |